# تاریخچه فرگشت مولکولی
تاریخچه فرگشت مولکولی در اوایل قرن بیستم با "بیوشیمی مقایسه‌ای" شروع می‌شود، اما زمینه فرگشت مولکولی در دهه‌های ۱۹۶۰ و ۱۹۷۰، به دنبال ظهور زیست‌شناسی مولکولی، به وجود آمد. ظهور توالی پروتئین به زیست‌شناسان مولکولی اجازه داد تا برای ایجاد فیلوژنی بر اساس مقایسه توالی، و استفاده از تفاوت‌های بین توالی‌های همولوگ به عنوان یک ساعت مولکولی برای تخمین زمان از آخرین نیای مشترک انجام شود. در اواخر دهه ۱۹۶۰، نظریه خنثی تکامل مولکولی مبنایی نظری برای ساعت مولکولی فراهم کرد، اگرچه هم نظریه ساعت و هم نظریه خنثی بحث‌برانگیز بودند، زیرا بیشتر زیست‌شناسان تکاملی به شدت به انتخابگرایی و انتخاب طبیعی به عنوان تنها علت مهم تغییر فرگشتی پایبند بودند. پس از دهه ۱۹۷۰، توالی‌یابی اسید نوکلئیک به تکامل مولکولی اجازه داد تا فراتر از پروتئین‌ها به توالی‌های آران‌ای ریبوزومی بسیار حفاظت‌شده برسد، که پایه و اساس مفهوم‌سازی دوباره از تاریخ اولیه حیات بود.